# 哈里薩辣醬

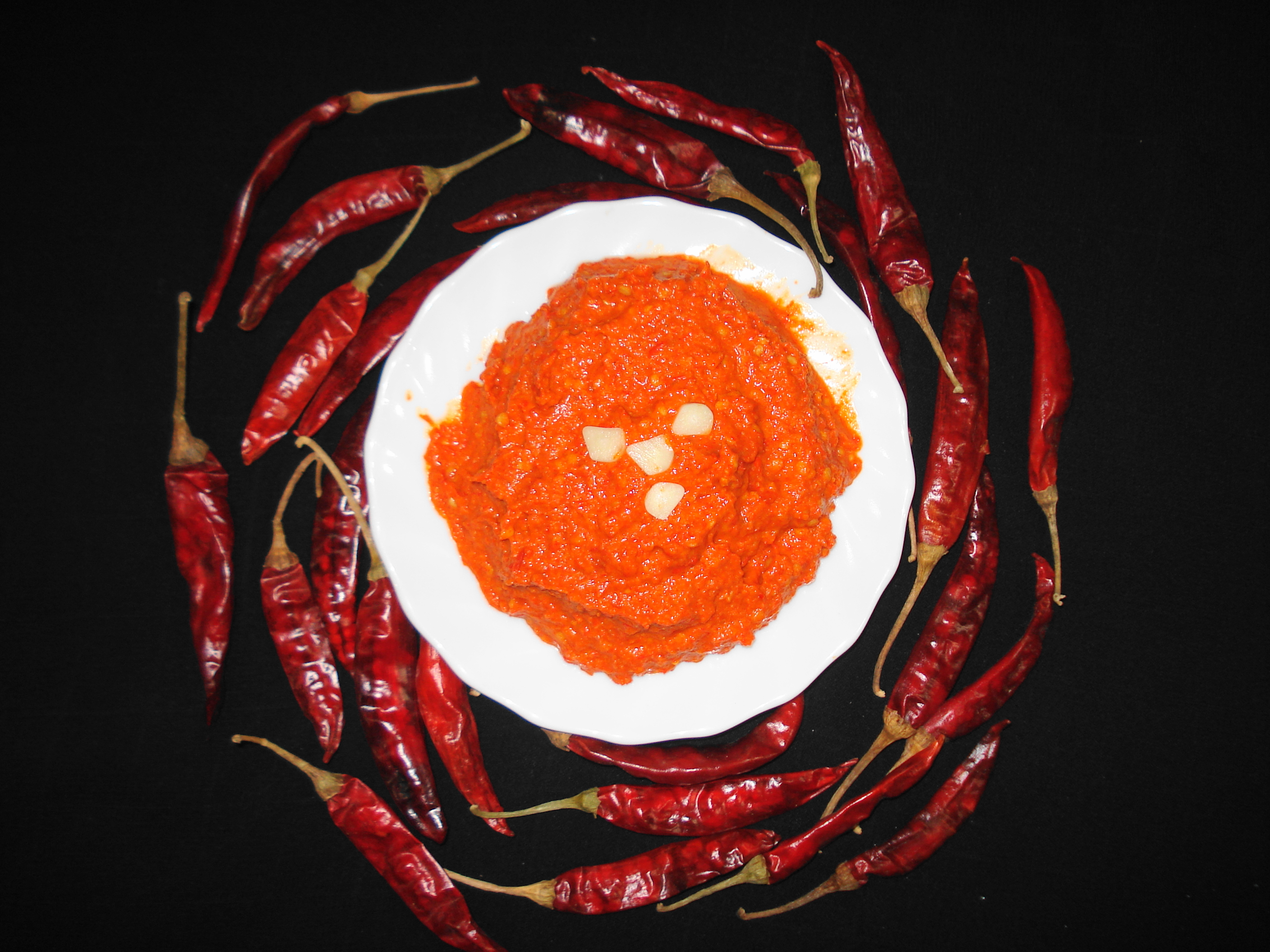
哈里薩辣醬

哈里薩辣醬（阿拉伯语：هريسة）是一種產自突尼斯的辣椒醬，主要材料是peri peri、塞拉諾辣椒等紅辣椒以及蒜泥、香菜等草藥。它一直被認為主要用於突尼斯、利比亞和阿爾及利亞等國，後來又成爲了摩洛哥飲食的一部份。實際上在有大量阿拉伯人居住的國家，即使是法國和德國，哈里薩辣椒醬都是常見佐料。
口味豐富而深沉，剛入口時會有辣勁，風味卻不像一般辣椒所散發的直接嗆辣，緊接而來的是大蒜與檸檬的尾韻，根據不同做法與材料，有時也會帶點甜味與煙燻味。
在突尼斯，這種辣椒醬被用來加在羊肉、魚肉或者古斯米中食用。在一些歐洲國家，它也被涂在早餐的單片三明治上。
突尼斯是哈里薩辣椒醬的最大出口國。哈里薩辣醬也是突尼斯人類非物質文化遺產之一。

## 做法
分為兩種做法：
做法一：
1. 使用哈里薩調味粉，直接將粉與油和大蒜混合即可。
2. 如果偏好甜味、或更鮮美的風味，可以加入玫瑰露來提味。

做法二：
1. 混合乾辣椒、鹽與油開始調和專屬自己辣度的辣椒醬。製作專屬的哈里薩辣醬可依照個人偏好和櫥櫃中現有食材，去調和及配對不同的香料製作獨家口味。下列為可供參考的辛香料，包括芫荽、紅辣椒粉、孜然、葛縷子籽及薄荷，都可依照自己的喜好添加。
2. 將全部的辣醬食材放入食物處理機中調和攪拌，直到所有食材攪拌成膏狀，並從中調整成合適的辣度與味道為止。
3. 剛做好的哈里薩辣醬可以馬上食用，但將它冰在冰箱整夜，味道則可以更加濃郁入味。

保存方法：自製哈里薩辣醬可以放入冰箱保存約2星期左右。

## 外部連結
- Harissa: The Catsup of Tunisia Ciaoprochef
- Tunisian Harissa （页面存档备份，存于）  Recipesource.com
- The Japanese Discover Tunisian Harissa  allvoices.com
- Tunisian Harissa Recipe（页面存档备份，存于）
- Harissa Recipe （页面存档备份，存于） Foodista